# Valperga
Valperga és un comune (municipi) de la ciutat metropolitana de Torí, a la regió italiana del Piemont, situat a uns 35 quilòmetres al nord de Torí. A 1 de gener de 2019 la seva població era de 3.056 habitants.
Valperga limita amb els següents municipis: Castellamonte, Cuorgnè, Pertusio, Prascorsano, Salassa, San Ponso, Rivara, Busano i Pratiglione.